# Constantino Zaballa Gutiérrez
Constantino Zaballa Gutiérrez (La Hayuela, Udías, 15 de maig de 1978), també conegut com a Tino Zaballa , és un ciclista espanyol, professional des del 2001 al 2014. Les seves principals victòries fins al moment són una etapa de la Volta a Espanya i la Clàssica de Sant Sebastià de 2005.
El 2006, en el marc de l'Operació Port fou identificat per la Guàrdia Civil com a client d'una xarxa de dopatge encapçalada per Eufemiano Fuentes. Zaballa no fou sancionat per la Justícia espanyola en no ser el dopatge un delicte a Espanya en aquell moment i tampoc va rebre cap sanció esportiva al negar-se el jutge instructor del cas a facilitar als organismes esportius internacionals (AMA, UCI) les proves que demostrarian la seva implicació com a client de la xarxa de dopatge.
Al març del 2012, l'UCI va confirmar la seva suspensió per 9 mesos per un positiu en efedrina durant un control en la seva victòria a la Volta a Astúries de 2010. Igualment anul·lava els seus resultats a partir d'aquella data. La suspensió anava des del 20 de setembre del 2011 fins al 19 de juny del 2012

## Palmarès
- 2000
  - Vencedor d'una etapa de la Volta al Bidasoa
- 2001
  - Vencedor d'una etapa de la Volta a Portugal
  - Vencedor d'una etapa del Tour de l'Avenir
- 2004
  - Vencedor d'una etapa de la Volta a Espanya
  - Vencedor d'una etapa de la Volta a Aragó
- 2005
  - 1r a la Clàssica de Sant Sebastià
- 2007
  - 1r a l'Euskal Bizikleta, vencedor d'una etapa i 1r de la classificació de la regularitat
- 2008
  - 1r al Gran Premi Paredes Rota dos Móveis i vencedor d'una etapa
- 2010
  - 1r a la Volta a Astúries i vencedor d'una etapa
- 2011
  - Vencedor d'una etapa de la Volta a Astúries
- 2013
  - 1r al Tour de Tipaza i vencedor d'una etapa
  - 1r a la Destination Thy

### Resultats al Tour de França
- 2002. 116è de la classificació general
- 2005. Abandona (5a etapa)

### Resultats al Giro d'Itàlia
- 2003. 27è de la classificació general

### Resultats a la Volta a Espanya
- 2003. 30è de la classificació general
- 2004. 30è de la classificació general. Vencedor d'una etapa
- 2005. 58è de la classificació general